# Поборшув
Поборшув (пол. Poborszów, нім. Poborschau) — село в Польщі, у гміні Ренська Весь Кендзежинсько-Козельського повіту Опольського воєводства.
Населення — 539 осіб (2011).

## Демографія
Демографічна структура станом на 31 березня 2011 року:
|          | Загалом | Допрацездатний вік | Працездатний вік | Постпрацездатний вік |
| -------- | ------- | ------------------ | ---------------- | -------------------- |
| Чоловіки | 265     | 50                 | 179              | 36                   |
| Жінки    | 274     | 44                 | 169              | 61                   |
| Разом    | 539     | 94                 | 348              | 97                   |